# Pseudonapomyza lacteipennis
Pseudonapomyza lacteipennis este o specie de muște din genul Pseudonapomyza, familia Agromyzidae. A fost descrisă pentru prima dată de Malloch în anul 1913. Conform Catalogue of Life specia Pseudonapomyza lacteipennis nu are subspecii cunoscute.